# Joachim Ernst af Slesvig-Holsten-Sønderborg-Plön
Joachim Ernst, hertug af Slesvig-Holsten-Sønderborg-Plön (29. august 1595 – 5. oktober 1671) var en af de mange afdelte sønderborgske hertuger. Han var første hertug af Slesvig-Holsten-Sønderborg-Plön fra 1622 til 1671.
Han var søn af Hertug Hans den Yngre af Slesvig-Holsten-Sønderborg. Ved arvedelingen efter faderens død i 1622 arvede han området omkring Plön i Holsten. Han blev efterfulgt som hertug af sin søn Hans Adolf.

## Biografi
Joachim Ernst blev født den 29. august 1595 i Sønderborg som attende barn og tiende søn af Hertug Hans den Yngre af Slesvig-Holsten-Sønderborg i hans andet ægteskab med Agnes Hedvig af Anhalt. Hans den Yngre var en yngre søn af Kong Christian 3., der i 1564 ved arvedelingen efter faderens død havde fået tildelt nogle mindre dele af hertugdømmerne Slesvig og Holsten: Als, Sundeved, Ærø og Plön. Stænderne nægtede imidlertid at hylde og anerkende hertug Hans som regerende hertug på linje med sin bror Frederik 2. og onkler Hans den Ældre og Adolf. Hans den Yngre havde dermed ikke andel i hertugdømmernes fælles regering og blev derfor betegnet som afdelt hertug.
Som ung studerede Joachim Ernst ved universiteterne i Gießen og Tübingen. Derefter tog han på dannelsesrejse gennem Europa, hvor han blandt andet besøgte Holland, England, Frankrig og Italien. Han gjorde et stykke tid krigstjeneste for Republikken Venedig, hvor han i 1617 deltog i Uskok-krigen.
Ved arvedeligen efter faderens død i 1622 arvede han i henhold til faderens testamente området omkring Plön i Holsten, herunder de sækulariserede klostre Ahrensbök og Reinfeld. Den 16. maj 1632 giftede han sig med prinsesse Dorothea Augusta, en datter af hertug Johan Adolf af Slesvig-Holsten-Gottorp. I anledning af brylluppet lod Joachim Ernst i 1632 den gamle borg i Plön nedrive og opførte fra 1633 til 1636 Plön Slot som residens og regeringssæde. Byggeriet var afsluttet på blot tre år og fandt sted under Trediveårskrigen.
Da hans storebror, Hertug Christian af Slesvig-Holsten-Sønderborg-Ærø døde i 1633, arvede han Søbygård og en række godser på Ærø.
Hertug Joachim Ernst døde den 5. oktober 1671 i Plön og blev efterfulgt i sine besiddelser af sin søn Hertug Hans Adolf.

## Eksterne links
- Wikimedia Commons har flere filer relateret til Joachim Ernst af Slesvig-Holsten-Sønderborg-Plön
- Hans den Yngres efterkommere